# Comuna Bisoca, Buzău
Bisoca este o comună în județul Buzău, Muntenia, România, formată din satele Băltăgari, Bisoca (reședința), Lacurile, Lopătăreasa, Pleși, Recea, Sările și Șindrila.

## Așezare
Comuna se află în nordul extrem al județului, în zona cursului superior al râului Râmnicul Sărat, la poalele muntelui Bisoca. Comuna este legată de restul județului prin șoseaua județeană DJ204C care o leagă de Vintilă Vodă, în valea Slănicului. Același drum județean duce spre nord către Jitia, Vrancea.

## Demografie
Componența etnică a comunei Bisoca
     Români (94,11%)
     Alte etnii (0,09%)
     Necunoscută (5,79%)
Componența confesională a comunei Bisoca
     Ortodocși (93,56%)
     Alte religii (0,51%)
     Necunoscută (5,93%)
Conform recensământului efectuat în 2021, populația comunei Bisoca se ridică la 2.175 de locuitori, în scădere față de recensământul anterior din 2011, când fuseseră înregistrați 2.791 de locuitori. Majoritatea locuitorilor sunt români (94,11%), iar pentru 5,79% nu se cunoaște apartenența etnică. Din punct de vedere confesional, majoritatea locuitorilor sunt ortodocși (93,56%), iar pentru 5,93% nu se cunoaște apartenența confesională.

## Politică și administrație
Comuna Bisoca este administrată de un primar și un consiliu local compus din 11 consilieri. Primarul, Florin Stemate[*], de la Partidul Social Democrat, este în funcție din 2016. Începând cu alegerile locale din 2024, consiliul local are următoarea componență pe partide politice:
|  | Partid                    | Consilieri | Componența Consiliului | Componența Consiliului | Componența Consiliului | Componența Consiliului | Componența Consiliului | Componența Consiliului | Componența Consiliului | Componența Consiliului | Componența Consiliului |
|  | ------------------------- | ---------- | ---------------------- | ---------------------- | ---------------------- | ---------------------- | ---------------------- | ---------------------- | ---------------------- | ---------------------- | ---------------------- |
|  | Partidul Social Democrat  | 9          |                        |                        |                        |                        |                        |                        |                        |                        |                        |
|  | Partidul Național Liberal | 2          |                        |                        |                        |                        |                        |                        |                        |                        |                        |

## Istorie
În ce privește comuna Bisoca, relieful muntos și cvasi-izolarea ei de restul localităților și-au pus amprenta asupra folosirii în timp real a resurselor ddisponibile.
Ca atestare documentară, Bisoca, cu derivatele sale, Biseaca și Bisovca, apare amintita la 3 februarie 1522 printr-un hrisov dat la cancelaria lui Radu de la Afumați. În documentul respectiv, domnitorul Țării Românești dăruiește moștenitorilor săi „plaiul Peceneaga, până la Peceneaga (cursul pârâului) și până la podul de la săvârșirea Bogdanei (Moldova),...până la Omșor și până la drumul Bisovcei, la săvârșirea Văii Boului, și de la Meledic în sus,  până la Cheie (toponimic în comuna Vintilă-Vodă) și până la drumul Buzăului și Podul Brebului și Clașna și Brazul.”, așa cum rezultă din Documentul 172 din 3 februarie 1522-1523, cuprins în vol.1, publicat în Editura Academiei, București.
Cuvântul Bisoca vine de la slavonescul "vasocoi" (înalt), localitatea fiind situată la o altidudine de aproximativ 1.000 metri.
Reforma agrară a lui Cuza din 1864 a venit în sprijinul locuitorilor comunei producând o stratificare din perspectiva posesiei de pământ și de animale din gospodăriile populației. Astfel, aici existau prin împroprietărire, la sfârșitul anului 1865 , 109 gospodari fruntași, care dețineau minimum 11 pogoane de teren, 4 boi și o vacă, 48 de locuitori mijlocași ce aveau în posesie 7 pogoane de teren, 19 prăjini, 2 boi și o vacă, precum și 48 de țărani încadrați la categoria „pălmași” , care fuseseră împroprietăriți cu 4 pogoane și 15 prăjini, deținând și o vacă.
Conform unei legende străvechi , domnitorul Alexandru Ioan Cuza a plecat în țară, însoțit doar de câțiva dregători. Scopul era acela de a afla cum se comportau moșierii ori alți înalți dregători în serviciul public cu supușii. Astfel, în anul 1860, în Ograda din satul Șindrila (sat din comuna Bisoca), ființa o veche mănăstire  grecească, ce avea în stăpânire mari suprafețe de teren, inclusiv câteva masive muntoase. Ajuns la poarta acestui schit, Al. I. Cuza a fost luat drept un drumeț oarecare și dus în fața starețului, care se lăfăia într-un hamac acoperit cu mătase. Monahul l-a jignit mai multe minute pe domn, într-un final întrebându-l: „-Cine ești și cum îndrăznești să-mi încalci posesia? De ce nu răspunzi imediat, ori te crezi Vodă?
-Chiar Vodă sunt și mă mâhnește purtarea unui om care l-a luat chezaș pe Dumnezeu și care ar trebui să se poarte smerit și să nu jignească pe cei ce se abat pe aici.” Deschizându-și mantaua și arătându-i însemnul domnesc, Cuza l-a trimis la munca de jos pe starețul cu un comportament abuziv.
La sfârșitul secolului al XIX-lea, comuna Bisoca făcea parte din plasa Râmnicul a județului Râmnicu Sărat, fiind formată din satele Bisoca, Băltăgari, Sările, Șindila, Recea, Lopătăreasca, Bisocuța și Poiana, totalizând 1471 de locuitori. În comună funcționau o biserică de lemn fondată în 1835, o alta de zid fondată în 1883 și o școală de băieți, cu 102 elevi, fondată în 1890.
În 1925, comuna este consemnată cu satele Bisoca, Lopătăreasa, Recea, Sările și Șindrila în plasa Dumitrești a aceluiași județ, având 1797 de locuitori.
În 1950, a fost inclusă în raionul Râmnicu Sărat al regiunii Buzău și apoi (după 1952) al regiunii Ploiești. În 1968, în structura actuală, a devenit parte din județul Buzău.

## Monumente istorice
Unicul monument istoric de pe raza comunei Bisoca este mănăstirea Poiana Mărului de lângă satul Bătlăgari, pe DJ204C, monument clasificat drept monument de arhitectură de importanță națională. Ea cuprinde două biserici de lemn: biserica Nașterea Maicii Domnului și biserica Duminica Tuturor Sfinților. Există un litigiu între comuna Bisoca și comuna vecină Jitia (județul Vrancea) cu privire la delimitarea teritoriului între cele două comune și care privește terenul pe care este construită mănăstirea.